# Zara Leghissa
Sara Viktoria Leghissa, född 28 november 1970 i Överluleå församling i Boden, är en svensk politiker (socialdemokrat). Hon är ordinarie riksdagsledamot sedan 2022, invald för Norrbottens läns valkrets.
I riksdagen är Leghissa suppleant i socialförsäkringsutskottet.